# Tjan
Tjan (ṯ3n) ókori egyiptomi királyné a XIII. dinasztia idején; IV. Szobekhotep felesége.
Neve csak pár leletről ismert, ezeken a király feleségeként említik. Egy, a British Museumban lévő gyöngyön „a király felesége, Tjan, Hathornak, Atfih úrnőjének kedveltje” felirat áll. A Louvre egyik szkarabeuszán neve és címe szerepel. A kairói Egyiptomi Múzeumban egy ládán olvasható az „Amenhotep, Hanoferré király fia, Tjan királyi hitves szülötte” felirat, ebből tudni, hogy Tjan férje IV. Szobekhotep volt, mert az ő uralkodói neve a Hanoferré. Egy fajansz vázatöredéken lányát, Nebetjunetet említik, aki a felirat azonosít Tjan gyermekeként. IV. Szobekhotepnek még három fia ismert, akiket egy, a Vádi Hammamátban állított sztélé sorol fel; nem tudni, nekik is Tjan volt-e az anyjuk. A 9. uralkodási évben készült sztélén Tjan neve nem szerepel; valószínűleg házassága előtt vagy már halála után készült.